# Ключи (Немский район)
Ключи — деревня в составе Немского района Кировской области. 

## География
Находится на расстоянии примерно 22 километра по прямой на север-северо-запад от районного центра поселка Нема.

## История
Деревня известна с 1748 года, когда в ней было учтено 46 человек, в 1778 году 237 человек. В 1873 году учтено дворов 64 и жителей 457, в 1905 74 и 446, в 1926 85 и 427, в 1950 72 и 222 соответственно, в 1989 30 жителей. При   коллективизации  образовался колхоз «Красный ключ», потом работали колхозы им.Сталина, «Рассвет», совхоз «Урожайный». В 1954 году была пущена первая ГЭС на реке  Воя. В XXI веке работали ОАО «Урожайный» и ОАО «Агрофирма Немский». До 2021 года входила в  Архангельское сельское поселение Немского района, ныне непосредственно в составе Немского района.

## Население
Постоянное население  составляло 16 человек (русские 100%) в 2002 году, 8 в 2010.